# 엄마와 함께
《엄마와 함께》(일본어: おかあさんといっしょ)는 NHK 교육 텔레비전(한국에서는 NHK 월드 프리미엄을 통해 시청할 수 있다)에서 방영중인 어린이들을 대상으로 한 교육 프로그램이다. 1959년에 첫 방영을 개시하여 65년째 방영되고 있는 초장수 프로그램이다.
2024년에 65주년을 맞이하였다.